# Ermita de Sant Roc de Burjassot
L'ermita de Sant Roc és una ermita situada a la plaça de Sant Roc, en el municipi de Burjassot. És un Bé de Rellevància Local amb identificador nombre 46.13.078-002. Les festes patronals se celebren el mes d'agost.

## Història
Té el seu origen en la donació per part del patriarca Joan de Ribera d'una imatge de la Verge de la Cabeza, patrona de Burjassot que es conserva en el temple, còpia del Santuari de la Mare de Déu de la Cabeza en Andújar. Per això el temple es troba sota la doble advocació de Sant Roc i de l'esmentada denominació mariana. L'edifici es va construir al segle xvii, sobre un petit santuari del segle xvi. Al segle xviii va ser ampliada. Durant l'ocupació francesa va sofrir danys i va ser saquejada.

## Descripció
L'ermita es troba en el conjunt del Pati de les Sitges. Enfront d'ella es creua una creu de pedra. La creu va ser llaurada per Jerónimo Muñoz en 1580; destruïda durant la Guerra Civil, va ser substituïda posteriorment per una còpia fidedigna. Al costat del temple hi ha un pou amb la data 1793.
Es tracta d'una petita construcció exempta. La seva façana és neoclàssica amb una rematada barroca formada per una espadanya adornada amb boles de pedra i creu de ferro. La nau és allargada i està coberta per una teulada a dues aigües. Presenta contraforts en les parets laterals i finestres entre aquests. En l'exterior s'observa una cúpula aplatada coberta amb teules blaves sobre el presbiteri, mentre que una altra cúpula menor amb llanterna i cupulí cobreix una capella lateral. La porta és amb llindar i està emmarcada en pedra. Sobre ella hi ha un retaule ceràmic amb la imatge del titular i una finestra amb arc de descàrrega.
L'interior és de planta rectangular, coberta per volta de canó de tres trams. Té cor als peus i altars laterals, dels quals destaca un de barroc a la dreta on es troba la talla de Sant Roc. Aquesta talla és còpia de l'original, que es conserva a l'església de Sant Miquel. L'ornamentació pintada és del segle xviii. L'altar major posseeix columnes estriades que sostenen un relleu representant l'aparició de la Verge de la Cabeza a un pastoret. La imatge de la mare de Déu es venera en una fornícula.